# براندون هاربر
براندون هاربر (بالإنجليزية: Brandon Harper)‏ هو لاعب كرة قاعدة أمريكي، ولد في 29 أبريل 1976 في أوديسا في الولايات المتحدة.

## وصلات خارجية
- براندون هاربر على موقع دوري كرة القاعدة الرئيسي (الإنجليزية)
- براندون هاربر على موقعبيزبول رفرنس.كوم (الدوري الرئيسي) (الإنجليزية)